# (400240) 2007 HX95
(400240) 2007 HX95 es un asteroide perteneciente al cinturón de asteroides, descubierto el 25 de abril de 2007 por el equipo del Mount Lemmon Survey desde el Observatorio del Monte Lemmon, Arizona, Estados Unidos.

## Designación y nombre
Designado provisionalmente como 2007 HX95.

## Características orbitales
2007 HX95 está situado a una distancia media del Sol de 2,290 ua, pudiendo alejarse hasta 2,874 ua y acercarse hasta 1,706 ua. Su excentricidad es 0,254 y la inclinación orbital 11,81 grados. Emplea 1266,05 días en completar una órbita alrededor del Sol.

## Características físicas
La magnitud absoluta de 2007 HX95 es 18,2.